# Кулики (Вагайский район)
Кулики — упразднённая деревня в Вагайском районе Тюменской области России. Входила в состав Черноковского сельского поселения. В 2004 году исключена из учётных данных, в связи с прекращением существования.

## География
Деревня находилась в восточной части Тюменской области, в пределах подтаёжно-лесостепного района лесостепной зоны, на правом берегу реки Вагай напротив деревни Копотилы, на расстоянии примерно 12 километра (по прямой) к северу от села Чёрное.

## История
До 1917 года входила в состав Черноковской волости Тобольского уезда Тобольской губернии. По данным на 1926 год состояла из 38 хозяйств. В административном отношении входила в состав Копотиловского сельсовета Черноковского района Тобольского округа Уральской области.

## Население
| 1989 | 2002 |
| ---- | ---- |
| 6    | ↘0   |

По данным переписи 1926 года в деревне проживало 171 человек (86 мужчин и 85 женщин), в том числе: русские составляли 100 % населения.